# 伊纳姆卡鲁尔
伊纳姆卡鲁尔（Inam Karur），是印度泰米尔纳德邦Kapur县的一个城镇。总人口45254（2001年）。

## 人口
该地2001年总人口45254人，其中男性22815人，女性22439人；0—6岁人口4903人，其中男2679人，女2224人；识字率74.50%，其中男性为82.47%，女性为66.40%。